# (5081) Sanguin
(5081) Sanguin – planetoida z pasa głównego asteroid okrążająca Słońce w ciągu 3 lat i 193 dni w średniej odległości 2,31 j.a. Została odkryta 18 listopada 1976 roku w Obserwatorium Féliksa Aguilara. Nazwa planetoidy pochodzi od Juana Sanguina (1933-2006) argentyńskiego astronoma, kierującego programami badań planetoid i komet w El Leoncito Station (Félix Aguilar Observatory) przez ponad ćwierć wieku. Przed nadaniem nazwy planetoida nosiła oznaczenie tymczasowe (5081) 1976 WC1.